# John Abineri
John Abineri (ur. 18 maja 1928 w Londynie, zm. 29 czerwca 2000) – brytyjski aktor filmowy i telewizyjny.
Dwukrotnie jego role związane były z legendą o Robin Hoodzie. W roku 1975 zagrał ojca Lady Marion w filmie Legend of Robin Hood, natomiast w serialu Robin z Sherwood zagrał rolę Herna.
Jego dwaj synowie Daniel i Sebastian także są aktorami.

## Filmografia
- 1996 – Giving Tongue
- 1993 – Pociąg śmierci
- 1990 – Ojciec chrzestny III
- 1987 – Perfect Spy (serial)
- 1985 – Oberża na Pustkowiu
- 1985 – Łuk triumfalny
- 1984–1986 – Robin z Sherwood (serial)
- 1975–1977 – Survivors (serial)
- 1975 – Legend of Robin Hood
- 1971 – Ostatni Mohikanin
- 1970 – Ucieczka McKenzie
- 1966 – Pogrzeb w Berlinie